# 1481
Évszázadok: 14. század – 15. század – 16. század
Évtizedek: 1430-as évek – 1440-es évek – 1450-es évek – 1460-as évek – 1470-es évek – 1480-as évek – 1490-es évek – 1500-as évek – 1510-es évek – 1520-as évek – 1530-as évek
Évek: 1476 – 1477 – 1478 – 1479 –  1480 – 1481 – 1482 – 1483 – 1484 – 1485 – 1486

## Események

### Határozott dátumú események
- január 6. – A szibériai tatárok legyőzik az Arany Hordát, elesik a kán és ez a Horda végét jelenti.
- február 6. Az első autodafé Sevillában[1]
- március 10. – Mátyás magyar király 300 lovast és 400 gyalogost küld apósának, I. Ferdinánd nápolyi királynak a török elleni harcra.
- március 29. – Mátyás engedélyezi Selmecbányának, hogy a bányaművelésre társaságokat hozzon létre.
- május 3. – Meghal II. Mehmed szultán, akit II. Bajazid követ a trónon.
- május 21. – János dán király trónra lépése.
- június 20. – II. Bajazid legyőzi rivális testvérét, Dzsem herceget, aki a johannita rend birtokában lévő Rodosz szigetére menekül.
- július 13. – Mátyás a budai országgyűlés rendeletére hivatkozva megtiltja a lókivitelt.
- augusztus 25. – Mátyás magyar király vám– és harmincadmentességet adományoz az erdélyi szászoknak az ország egész területére.

### Határozatlan dátumú események
- az év folyamán
  - IV. Károlynak, Anjou hercegének halálával az Anjou-trón visszaszáll XI. Lajos francia királyra.
  - I. Simeon lesz Konstantinápoly patriarchája.
  - Tűz pusztít a reimsi székesegyházban.
  - A híres azték kőnaptár, a „Napkő” elkészülte.
  - A spanyol inkvizíció kezdete, amely egészen 1820-ig tart.
  - A tordesillasi szerződésben a pápa a portugáloknak ítéli a Kanári-szigetektől délre eső területeket.
  - Testvére, Tízoc követi az azték trónon Axayácatl királyt.
  - A budai királyi udvarban könyvkötőműhely dolgozik.
  - Giovanni Dalmata dalmát kőfaragó, szobrász megkezdi működését a magyar királyi udvarban.

## Születések
- január 15. – Asikaga Josizumi, japán sógun
- július 1. – II. Keresztély Dánia, Norvégia és Svédország királya. (†1559).

## Halálozások
- január 6. – Ahmat kán, az Arany Horda uralkodója.
- május 3. – II. Mehmed, az Oszmán Birodalom hetedik szultánja (* 1432).
- május 21. – I. Keresztély Dánia és Norvégia királya. (* 1425).
- augusztus 28. – V. Alfonz portugál király (* 1432).
- december 11. – IV. Károly anjou-i herceg, Nápoly királya[2]
- Jean Fouquet, francia festő
- Axayácatl azték király